# Беньяминсон, Эрик Евгеньевич
Эрик Евгеньевич Беньяминсон (18 мая 1932, Москва — 14 февраля 2007) — советский художник, график, художник-мультипликатор, иллюстратор детской книги и диафильмов.

## Биография

### Образование
В 1948 поступил в Московское государственное академическое художественное училище памяти 1905 года, которое тогда находилось на улице Сретенка. Среди его преподавателей был советский живописец Бакшеев В. Н.. Закончил МАХУ в 1953 году. Затем с 1953 по 1959 учился на кафедре живописи и рисунка во ВГИКе. Здесь его преподавателями были живописцы Богородский Ф. С. и Пименов Ю. И.

## Творчество

### Книжная иллюстрация
Работал с несколькими издательствами, а также делал иллюстрации для журналов «Мурзилка», «Юный техник», «Весёлые картинки».
- Художники «Мурзилки» 1924-2013. — М.: ТриМаг, 2013. — С. 138. — ISBN 978-5-901666-40-1.

Детский мир
- Юрмин Г. «Молоток-белоручка», 1961 (совместная работа с Н. Сувилло)
- Мамлин Г. С. «Про мышей и про нерях», 1961 (совместная работа с Н. Сувилло)

Детская литература
- Ларионов Л. «Твои могучие друзья», 1963
- Шварц А. Л. «Шифр жизни», 1963
- Суслов В. «Крутится, вертится шар голубой», 1966
- Гумилевская М. «Большой дом человечества», 1966 (совместная работа с М.Кабаковым, Б.Кыштымовым, А.Добрициным, И.Лукашевич, Ю.Монетовым)
- Боярова О., Кольбенова А. «С головы до пят», 1967
- Гумилевская М. «Почему так бывает?», 1968 (2-е издание в 1972)
- Кассис В., Перевощиков К. «Океан у наших ног», 1971
- Сахарнов С. В. «По морям вокруг Земли. Детская морская энциклопедия», 1972 (2-е издание в 1976) — книга получила первую премию Международной книжной ярмарки в Болонье (1972), премию на фестивале в Братиславе (1973) и серебряную медаль на Международной книжной выставке в Москве (1975)
- Сахарнов С. В. «Осьминоги за стеклом», 1975 (совместная работа с Б.Кыштымовым)
- Сахарнов С. В. «Плывут по морям корабли», 1976 (совместная работа с Б.Кыштымовым)
- Арон К. «Человек поднялся в небо», 1977 (совместная работа с Б.Кыштымовым)
- Сахарнов С. В. «Слоны на асфальте», 1979 (совместная работа с Б.Кыштымовым)
- Дорохов А. «Легкий… тяжелый… жидкий…», 1981
- Грива Ж. «Сказка про коротышку — зеленые штанишки», 1982
- Арон К. «Еду, еду я по свету», 1982 (совместная работа с Б.Кыштымовым)
- Панизовская Г. «Гавани воздушного океана», 1983
- Суслов В. А. «Твое дело», 1986
- Зигуненко С. «Здравствуйте, я — робот!», 1986 (2-е издание в 1989)
- Ивич А. «70 богатырей», 1986 (совместная работа с Б.Кыштымовым)
- Арон К. «Бежит по рельсам поезд», 1988 (совместная работа с Б.Кыштымовым)
- «Бедный ослик. Французские народные песенки», 1989 (2-е издание в 1991)
- Шпагин М. В. «Что было до…», 1989
- Ильин, М. «Как человек стал великаном», 1990 (совместная работа с Б.Кыштымовым)
- Шестинский О. Н. «Сказки для Насти», 1992
- Сахарнов С., Арон К. «Едем, плаваем, летаем…», 1993 (совместная работа с Б.Кыштымовым)
- Берестов В. «Птичья зарядка», 1995
- Назаров А. В. «1000 первых слов по-английски: Занимательный словарь», 2000

Волго-вятское книжное издательство
- Коссой Ю. М. «Про дороги и про улицы», 1986

### Мультипликация
ТО «Экран»
- «Приключения Мюнхаузена: Меткий выстрел», режиссёр Натан Лернер, 1973

Союзмультфильм
- «Дым коромыслом», режиссёр Иван Давыдов, 1979
- «Невероятное-очевидное», режиссёр Иван Давыдов, 1981 (из киножурнала «Фитиль №223»)
- «Сорок градусов по ареометру», режиссёр Иван Давыдов, 1981
- «Как аукнется…», режиссёр Иван Давыдов, 1982
- «Коротышка — зелёные штанишки» по мотивам сказки Жана Гривы, режиссёр Иван Давыдов, 1987
- «Заяц, который любил давать советы», режиссёр Иван Давыдов, 1988